# أرتورو فرنانديز فيال
نادي فيروفياريو ألميرانتي أرتورو فيرنانديز فيال الرياضي (بالإسبانية: Club Deportivo Ferroviario Almirante Arturo Fernández Vial) نادي كرة قدم تشيلي يلعب في دوري الدرجة الممتازة . تم تأسيس النادي في سنة 1906 .